# La lettera misteriosa
La lettera misteriosa è un romanzo giallo di Carolyn Keene del 1932 con protagonista Nancy Drew.

## Trama
Ad un vecchio postino che è sul punto di andare in pensione viene all'improvviso rubata la beneamata borsa da lavoro contenente buste e lettere di ogni tipo.
Un furto alquanto strano, ma non per la giovane Nancy Drew, pronta a salvare la reputazione dell'anziano e a recuperare borsa e contenuto.
Ma gente malvagia non accetta la sua iniziativa e comincerà a metterle i bastoni tra le ruote per intimorirla.
Brutta gente, che è sempre in giro a caccia delle eredità altrui.